# Vltimas
Vltimas est un groupe portugais de death metal.

## Histoire
Le groupe est formé en 2015, après que le guitariste Rune « Blasphemer » Eriksen (Aura Noir, Earth Electric, ex-Mayhem) ait travaillé sur quelques riffs et les ait présentés au batteur Flo Mounier. Le groupe est complété par le chanteur David Vincent, qui venait de quitter Morbid Angel à ce moment-là. Eriksen et Vincent avaient déjà prévu de travailler ensemble depuis 2012, mais l'engagement de Vincent avec Morbid Angel et les autres projets d'Eriksen n'avaient pas permis de le faire. Ils travaillent ensemble sur leur premier album dans les studios d'enregistrement The Noiz Faktory à Georgetown, au Texas. Les morceaux enregistrés sont ensuite retravaillé par Eriksen dans son home studio au Portugal, avant que Mounier et Eriksen ne retournent au Texas pour terminer les derniers travaux sur les chansons dans le studio de Vincent.
En mai 2018, le groupe se rend avec le producteur Jaime Gomez Arellano aux Orgone Studios à Woburn, en Angleterre, pour enregistrer leur album, qui sort en mars 2019 sous le nom de Something Wicked Marches In chez Season of Mist. La basse de l'album est jouée par Rune Eriksen. En 2019, le groupe participe notamment à plusieurs festivals tels que le Copenhell danois, le Hellfest français, le Mystic Festival polonais, le Tons of Rock norvégien et le Wacken Open Air allemand. En janvier et février 2020, ils effectuent une tournée européenne avec Abbath et 1349.

## Style musical
Dans la biographie de laut.de, il est indiqué que le groupe essaie de combiner « le riffing scandinave glacial avec la noirceur brutale du death metal ». Sur l'album, Eriksen joue des « trémolos à grande vitesse presque ininterrompus », tandis que Mounier joue des « patterns de contrebasse à un rythme dont la plupart des gens ne seraient probablement pas physiquement capables, même avec des années de pratique ». Le chant de Vincent est composé de growls, mais il lui arrive aussi de se lancer dans « sa propre version de chœurs épiques », ce qui rappelle les anciens morceaux de Morbid Angel. Dans sa critique de Something Wicked Marches In, Manuel Berger de laut.de écrit que l'album pourrait être considéré comme un indicateur du death metal en 2019. Il constate que les « trémolos à bout de souffle » d'Eriksen rappellent les premiers morceaux de Morbid Angel, tout en intégrant des caractéristiques du black metal norvégien. L'album se caractérise également par des « riffbreaks relativement accrocheurs », de fréquents changements de tempo et parfois des changements de mesure techniquement exigeants. Le jeu de batterie de Mounier se caractérise par des contrebasses rapides et des blast beats, mais il est également capable d'exécuter des « fills en filigrane ». Le growl profond de Vincent n'est qu'occasionnellement interrompu par un chant clair. Dans l'ensemble, l'album se situe à la limite entre le death metal moderne et le death metal traditionnel.
Dans sa critique de Something Wicked Marches In, Andreas Schiffmann de Rock Hard écrit que l'album est un appel à l'affirmation de soi. L'album serait, en comparaison avec les publications d'autres groupes de death et de black metal, arrangé de manière plus variée par Eriksen. Mounier ne jouerait pas uniquement des blast beats, ce qui « confère au matériel des contours clairs » malgré le style traditionnel, ce qui permet de distinguer clairement toutes les chansons les unes des autres. Les chansons se caractérisent également par un chant parlé charismatique. Dans le même numéro, Schiffmann a interviewé Rune Eriksen. Celui-ci a indiqué qu'il avait composé seul les grandes lignes des chansons de l'album et que Flo Mounier leur avait donné leur forme définitive. Les paroles ont été écrites par David Vincent, mais le thème des chansons a été discuté au préalable par tous les membres. Les chansons parleraient de l'Empire romain et de la domination satanique du monde.
Robert Müller du Metal Hammer classe également l'album dans la catégorie du death metal, en précisant que celui-ci était joué de manière exigeante et que le chant était exécuté de manière souveraine. Dans l'ensemble, « l'équilibre entre le style moderne et propre et l'écriture intemporelle du death metal » est réussi. Un numéro plus tôt, Björn Springorum décrit l'album comme puissant, précis et accrocheur. Il a d'emblée précisé qu'il ne s'agissait pas de black metal. Il y a certes quelques moments de black metal, mais la plupart du temps, il s'agit de « death metal funeste et fatal d'une précision mortelle ». Le style musical est certes brutal, rapide et techniquement exigeant, mais il est à tout moment accrocheur, épique et compréhensible. Lors d'une interview, Rune Eriksen a déclaré qu'il s'était inspiré de la musique des années 1980 pour créer un « Deep Purple sur le trip du death metal ».

## Discographie
- 2019 : Something Wicked Marches In (album, Season of Mist)